# جووانی ساکو
جووانی ساکو (ایتالیایی: Giovanni Sacco؛ ۲۵ سپتامبر ۱۹۴۳ – ۱۷ دسامبر ۲۰۲۰) یک بازیکن فوتبال اهل ایتالیا بود.
از باشگاه‌هایی که در آن بازی کرده‌است می‌توان به باشگاه فوتبال آتالانتا، باشگاه فوتبال لاتزیو، باشگاه فوتبال رجانا و باشگاه فوتبال یوونتوس اشاره کرد.